# 선물공룡 디보
선물공룡 디보 (Dibo The Gift Dragon)는 오콘이 제작한 대한민국 3D 애니메이션이다.

## 개요
뽀롱뽀롱 뽀로로와 함께 밀었던 오콘의 아동용 한국 애니메이션. 2004년에 처음 제작해 2006년 11월 30일 EBS에서 첫 전파를 탔고, 그 뒤로도 꾸준히 재방영을 하여 어린이들로부터 인기를 얻은 작품이다. 스핀오프 프로그램으로는 <디보와 노래해요>, <디보 1분쇼>, <꼬마 디보> 등이 있다.
애니메이션은 1화당 약 11분 정도이며, 한 기수당 26부작. 2기까지만 제작되고 끝을 맺었다. 1기와 2기의 차이점은 그다지 없고, 오프닝과 에피소드 부제를 보여주는 장면, 그리고 등장인물들이 선물을 받을 때 부르는 노래 가사가 조금 달라졌다.
현재 유튜브에 전 에피소드가 업로드 되어 있다. 영어 더빙판도 포함.
사족으로 챔프TV의 막장 편성에 이 작품 또한 휘말렸는데, 다른 것도 아니고 오전 2시 30분(...)에 방영했기 때문이다. 애초에 영유아들을 겨냥하여 만들어진 애니메이션인데, 보통의 아이들이라면 다 자고 있을 시간에 편성했으니...

## 개발제작
《선물공룡 디보》는 2005년 10월에 발표되었으며, 프랑스 칸에서 열린 같은 해의 MIPCOM Jr.에서 라이선싱 시장을 대상으로 공개되었다.

## 등장인물
아이방에 있는 봉제모빌인 코지랜드(Cozy Land)라는 마을에 모두 모여 산다는 설정을 가지고 있다. 특이하게 이 세계는 일부 물건과 건물을 제외한 구름, 집과 나무 및 토지, 심지어 인물들까지 모두 봉제인형 재질로 이루어져 있다. 또다른 특이사항으로 땅이 있긴 하지만 주연 캐릭터들의 집을 포함한 일부 놀이터나 장소 등이 구름처럼 공중에 둥실둥실 떠다닌다.실수로 떨어지면... 해외 수출을 노렸는지 사용하는 문자는 하나같이 다 영어만 쓴다. 단체로 이동할 때가 생기면 보통 하늘을 날아다니는 구름 기차를 이용한다. 물론 디보는 제외.
디보(Dibo)
성우: 강수진
이 작품의 보라색과 녹색 주인공. 다만 사고뭉치인 그 펭귄과 다르게, 이쪽은 점잖고 덤벙대는 적이 거의 없다. 오히려 말썽 피우는 인물은 엘로 쪽. 종족은 선물공룡. 상징 컬러는 보라색. 몸집도 등장인물 중에서 제일 크고,[6] 날개가 있기 때문에 유일하게 친구들 중에서 비행이 가능. 주변 친구들이 무엇인가 원하는 게 생기면 지퍼가 반응을 해서 그 친구에게로 찾아간다. 누구든지 "디딩 보딩 디보디보딩"이라는 주문만 외우면 배 안에서 선물을 생성하고는 꺼내 준다. 단, 자기 자신이 원하는 게 생기면 주문은 생략하고 그냥 지퍼를 열어서 선물을 꺼낸다. 여담으로 선물을 만들기 위해선 구름을 먹어야 한다고 한다. 구름이 없어서 선물을 못주는 에피가 있었다.
스핀오프 작 <꼬마 디보>에서는 2등신으로 나오는데, 어린 모습이란 걸 감안하더라도 본편의 길었던 목이 여기서는 아예 실종되어 살짝 위화감이 든다. 참고로 여기서 디보의 동생이 등장한다. 공룡알 형태로...
요리실력은 좋지 않아보인다. '애니가 책 읽는 날'편에서는 독서중인 애니를 대신하여 본인이 친구들에게 과일주스를 만들어줬는데
비주얼이 괴식에 가깝다. 그러나 결국 나중에 애니가 책에서 본 새로운 주스들을 만들어오면서 흑역사가 탄생하지는 않았다.
정식 표기는 공룡이지만, 영칭이나 외형에서 알 수 있듯 실제론 드래곤이다. 공룡아 불을 뿜어라와 비슷한 사례.
엘로(Elo)
성우: 홍소영
종족은 녹색 코끼리. 상징 컬러는 초록색. 소방서 형식으로 된 집에서 산다. 소방관 컨셉을 잡고 있으며, 보통 이동할 땐 작은 개인 소방차를 타고 다닌다.[10]달리기 시합을 하자하고 소방차를 운전한다 그 덕에 작품 내 주연들 중에는 디보 다음으로 기동성이 뛰어나다. 포지션은 뽀로로로 치면 뽀로로+크롱. 설명처럼 개구쟁이에 말썽이 잦고 식탐 기질이 있다. 평상시에는 애니를 제외한 다른 동물 캐릭터들 중 유일하게 옷을 제대로 입고 있다.[11] 비주얼 덕분인지, 주요 캐릭터들 중에서 인기 순위가 상위권이다.
크로(Cro)
성우: 김승준
종족은 파란색 까마귀. 상징 컬러는 파란색. 빨간 나비 넥타이를 하고 다니며 연구소 형식으로 된 집에서 산다. 뽀로로로 치면 에디 포지션. 독서를 좋아하고 공돌이 기질이 있어서 자주 발명품 같은 걸 친구들에게 선보이곤 한다. 배 부분에 시계가 부착되어 있단 점도 특징. 3인칭화를 입에 달고 산다. 그래서 말버릇도 "크로는 알아."
앞에서 언급하였듯이 엄청난 책벌레이며, 심지어 식사할때도 책을 읽는 데에 몰두하여 음식을 다 흘리기도 한다.
밴조 연주가 상당히 수준급이다. 종이 까마귀인지라 날개가 존재 하나, 그게 말만 날개지 사실상 팔과 손인지라 날지 못 한다.
스핀오프 작 <꼬마 디보>에서는 배에 시계가 없는데, 이로 보아 성장 과정에서 크로 자신이 인위로 달아놓은 것 같다. 참고로 평소의 김승준 성우의 멋진 목소리를 주로 접한 팬들이라면 충격과 공포를 느낄 것이다. 스폰지송을 접한 경우는 제외하고.
버니(Bunny)
성우: 김서영
생일: 5월 17일
종족은 분홍색 토끼. 상징 컬러는 분홍색. 애니와 더불어 유이하게 이 작품의 여성 캐릭터다. 대왕조개 형태인 집에서 살며, 집 주변이 바닷속 테마로 꾸며져 있는데 인어공주 컨셉을 잡은 모양. 토끼란 특성 덕분인지 등장인물들 중에서 가장 점프력이 좋아서 나무에 물건이 걸렸다거나 하는 상황이 오면 버니가 잡아준다. 새침하고 여성스런 성격에 약간 공주병 기질이 있다.
여담으로 처음에는 뽀로로의 해리처럼 노래를 못했다. 어느 정도냐면 거울을 깨버리고 스탠드의 전구도 고장내는 수준. 나중에는 노래 공연 도중 도레미 사탕의 효력이 끝나서 다시 원래 목소리로 돌아와 버렸는데, 뒤에 있던 스포트라이트를 모조리 터뜨린다(...). 다만 그 이후로 연습을 통해서 도레미 사탕 없이도 노래를 잘 부르게 되었다.
스핀오프 작 <꼬마 디보>에서는 어린 버니와 쌍둥이 자매인 써니란 캐릭터가 나온다.
애니(Annie)
성우: 함수정
종족은 인간. 상징 컬러는 연파란색. 요리사 모자에 짧은 양갈래 머리를 하고 있는데, 토이 스토리 시리즈에 나오는 제시처럼 머리카락이 털실이다. 코지랜드에서 "Milk Bar"라는 식당을 운영하며, 그 곳에서 거주 중이다. 요리 실력이 굉장히 훌륭하기 때문에 과자나, 파이는 물론이고 그 외의 음식들도 맛있게 요리한다. 워낙 착하고 좋은 성격인지라 다른 친구들의 부탁을 잘 들어주며, 싫은 소리를 잘 못한다. 등장인물들 중에서는 눈이 제일 작다. 뽀로로로 치면 루피+포비 포지션.
올리버
성우: 김은아
종족은 양. 애니의 반려동물이다. 인형이 인형을 키우는가대부분의 에피소드에서 깨어있는 경우는 정말 보기 드물며, 거의 자는 모습만 보여준다. 꿈을 꾸면 그게 말풍선 형식으로 나타나며 다른 인물들이 그걸 볼 수 있다. 게다가 그 꿈에 물리적인 개입도 가능하다. 1기 9화인 <올리버의 꿈 소동>에서는 특정한 사다리를 설치해야만 꿈 속으로 들어갈 수 있었는데, 1기 26화 <노래하는 우산>에서는 리본들이 나오는 꿈을 꾸자 버니가 그냥 바로 그 리본들을 집어서 장식용으로 잘 쓴다. 애니가 있는 곳이면 어디든지 나타난다.
배고파 물고기
성우: ???
종족은 물고기. 헌데 물에서 안 살고 허공에서 산다. 3마리가 떼로 몰려다니며, 아예 말을 못하지는 않지만 거의 항상 "배고파"라는 말 밖에 안 한다. 짖궂은 면도 있어서 악역이 없는 이 작품에서 간간이 주연 캐릭터들을 곤란하게 하는 악역 아닌 악역을 담당하는 경우가 종종 있다. 뭐든 다 잘 먹는다, 음식은 물론 디보처럼 구름도 잘 먹으며, 심지어 1기 18화 <별을 만들어봐요>에선 별도 먹어치운다.
나레이션
성우: 홍희숙
뽀로로의 나레이션처럼 해설을 해준다. 다만 그쪽처럼 등장인물들의 메타발언을 유도한 적이 없다.
척
성우: 김서영
종족은 두더지. 애니가 잘하는 건 뭘까?에서 등장했다. 오렌지 머핀을 좋아한다.애니가 잘하는게 뭔지 끝까지 알아내기 위해 쉴새없이 달리다가 배가 고파서 쓰러졌다. 애니가 만들어준 오렌지 머핀을 먹고 애니가 잘하는 것이 요리였다는 것을 알아낸다.

## 크레딧

### 목소리 출연
- 강수진 - 디보
- 홍소영 - 엘로
- 홍희숙 - 나레이션
- 김승준 - 크로, 척
- 김서영 - 버니
- 함수정 - 애니
- 김은아 - 올리버

### 제작진
- 기획: EBS
- 제작: 오콘

## 방영목록

### 1기
1. 애완동물이 갖고 싶어요
2. 엘로야 잊지마
3. 별이 빛나는 밤
4. 내 노래를 들어봐
5. 애니가 달라졌어요
6. 생일 축하해 버니
7. 진실 메가폰
8. 엘로는 슈퍼맨
9. 올리버의 꿈소동
10. 거울아 거울아
11. 누가 진짜 엘로야?
12. 디보에게 선물을 줄래요
13. 버니의 쌍둥이 친구들
14. 돌멩이 수프
15. 디보를 찾아라
16. 모험을 떠난 크로
17. 하루종일 놀고 싶어!
18. 별을 만들어봐요
19. 코지랜드의 보물찾기
20. 아이스크림 산
21. 행운의 날
22. 엘로가 감기에 걸렸어요
23. 코지랜드 음악대
24. 버니는 공주님
25. 크로가 커졌어요
26. 노래하는 우산

### 2기
1. 괴물이 나타났어요
2. 애니가 잘하는 건 뭘까?
3. 한 집에 살게 된 크로와 엘로
4. 애니가 책 읽는 날
5. 쉿! 비밀이야!
6. 눈이 내려요
7. 연습이 최고야
8. 무인도에 간 크로
9. 도넛을 찾아라
10. 크로는 잠이 안와요
11. 즐거운 식사 예절
12. 용감한 기사 엘로
13. 모두 함께 달려요
14. 깨끗이 닦아요
15. 버니의 정원 가꾸기
16. 재미있는 숫자놀이
17. 바람 부는 날이 좋아요
18. 엘로는 멋진 심판
19. 애니야 고마워
20. 뒤죽박죽 정리가 필요해
21. 대장이 된 버니
22. 하나 둘 셋 스마일
23. 엘로의 병원놀이
24. 멋진 손님이 되고 싶어요
25. 난 주인공이 되고 싶어
26. 책장 만들기

## 스핀오프 프로그램

### 디보와 노래해요
스핀오프 작들 중에 본편과 가장 내용이 유사한 작품. 본편보다는 짧은 3분가량 되는 분량으로 이루어져 있으며, 총 13편이다. 역시 유튜브에 영어 더빙판을 포함한 전편이 업로드되어 있다.
이야기 전개는 뮤직비디오처럼 연출되어 흘러간다. 본편처럼 주 시청층인 영유아 어린이들에게 유익한 내용을 담고 있다.
뽀로로와 달리 여기서의 성우들은 다르다. 사실 저 다섯분을 섭외하는 거 자체도 힘들지만 섭외해도 제작비가 깨질 게 뻔하니 정황상 언더성우들을 고용한 듯하다.

### 디보 1분쇼
이름처럼 위의 <디보와 노래해요>보다 더 짧은 분량인 1분 정도 되는 에피소드들로만 만들어져 있다. 이 역시 유튜브에 전편이 업로드되어 있다.
본편의 교훈적인 요소는 찾아볼 수 없으며, 단순한 캐릭터들간의 슬랩스틱 코미디를 보여주는 게 특징.

### 꼬마 디보
스핀오프 작들 중에선 오콘이 제일 팍팍 밀어주는 작품이다. 본편의 캐릭터들이 어린 시절의 모습으로 등장하는 일종의 프리퀄 개념 작품이다.
본편의 주연들은 물론이고, 이 작품에만 나오는 오리지널 캐릭터가 등장한다.
써니
버니의 쌍둥이 언니. 종족 또한 토끼로 같다. 둘의 구분은 귀에 리본이 있는 게 버니, 없는 게 써니다. 버니와 닮은 점이 많지만 차이점이 있긴 있다. 그 중 하나로 버니는 벌레를 무서워하는데, 써니는 아랑곳하지 않고 손으로 잡아버린다.
버니써니와는 관계 없다.
린다
종족은 악어. 노란색이며 성별은 여자다. 디보를 좋아하는 모양이지만 정작 디보는 싫어서 도망가는 수준(...).
줌줌
로봇 캐릭터. 뽀로로에 나오는 로디처럼 팔이 쭉쭉 늘어나며 스페셜 영상에서는 많은 양의 과자 박스를 단숨에 깔끔히 정리하는 위업을 보여준다. 다만 로디와는 달리 다리 대신 4개의 바퀴로 이동한다.
엉클 베어
종족은 이름대로 곰. 마트 직원으로 일한다. 스페셜 영상에서는 디보와 엘로 때문에 상당히 고생한다.
빅토리아
종족은 물고기. 헌데 자기 소개란에 "랭킹 5위 인어공주" 라고 써있다. 특이사항으로 다른 캐릭터들은 다 3D인데 얘 혼자만 2D다(...).

## 여담
- 오콘의 유튜브 공식 계정 프로필 사진이 바로 여기 나오는 캐릭터 디보의 유아 버전인 꼬마 디보다.
- 동명의 래퍼하고는 아무 상관도 없다. 허나 가끔씩 이걸로 드립을 치는 사람이 종종 있다.
- 콤비 또는 라이벌로 자주 엮이는 강수진과 김승준이 같이 출연하는 작품인데, 둘이 같이 출연한 대표작인 이누야샤와 셋쇼마루, 몽키 D. 루피와 롤로노아 조로 등에서 보이는 모습과는 억만광년 떨어져 있는 것이 인상적이다.
- 뽀롱뽀롱 뽀로로와 공통점이 있다, 이 애니에선 뽀로로 성우들이 3명이있다, 일단 엘로역의 홍소영은 뽀로로의 루피를 맏고 있고, 버니역의 김서영은 뽀로로의 해리를 맏고 있다, 그리고 애니역의 함수정역시 뽀로로의 에디를 맏고 있었으나 에디는 성우가 중간에 바뀐적이 있다.
- 또한 다른 공톰점은 뽀로로의 캐릭터 포지션이 거의 모든 캐릭터에게 있다. 일단 디보는 뽀로로보단 포비 포지션이다. 그리고 엘로가 오히려 뽀로로나 크롱 포지션인듯하다, 크로는 지능이 높아 에디포지션이고, 애니는 요리를 잘하는 것으로 보아 루피 포지션인 것 같다. 버니는 불명.